# Quận Bee, Texas
Quận Bee (tiếng Anh: Bee County) là một quận trong tiểu bang Texas, Hoa Kỳ. Quận lỵ đóng ở thành phố Beeville.